# Stephen Roberts
Stephen R. Roberts (* 23. November 1895 in Summersville, West Virginia; † 17. Juli 1936 in Hollywood, Kalifornien) war ein US-amerikanischer Filmregisseur und Drehbuchautor.

## Leben und Karriere
Roberts diente im Ersten Weltkrieg als Pilot und war danach Barnstorming-Flieger, ehe er sich dem Filmgeschäft zuwandte und in diesem zunächst als Stuntman arbeitete. Erste Regiearbeiten von Roberts lassen sich ab 1923 nachweisen, bei einigen seiner frühen Filme war er auch als Autor beteiligt. Er drehte, unter anderem für das Studio Pathé, rund 100 heute weitgehend vergessene Kurzfilme – überwiegend Slapstick-Komödien. Sein erster abendfüllender Spielfilm war Sky Bride (1932) mit Richard Arlen, das Fliegerdrama spielte in dem Roberts wohlbekannten Milieu der Barnstorming-Piloten.
Im Anschluss drehte er nur noch Langfilme, zunächst von 1932 bis 1933 für Paramount Pictures, dann ab 1934 bis zu seinem Tod für RKO Pictures. 1933 inszenierte er basierend auf William Faulkners Roman Die Freistatt den damaligen Skandalfilm The Story of Temple Drake, der in den letzten Jahrzehnten von Filmhistorikern zusehends wiederentdeckt wurde. Ansonsten drehte er oft Komödien wie One Sunday Afternoon (1933) mit Gary Cooper und Novak liebt Amerika (1935) mit Ginger Rogers, die solide Routineproduktionen der großen Studios waren. Mit William Powell in der Hauptrolle machte er die Krimikomödien Star of Midnight (1935) und The Ex-Mrs. Bradford (1936), die im Stile von Der dünne Mann inszeniert wurden. 
Roberts’ Filmkarriere wurde jäh beendet, als er im Juli 1936 im Alter von nur 40 Jahren an einem Herzinfarkt starb.

## Filmografie (Auswahl)
- 1923: Somebody Lied (Kurzfilm)
- 1924: Cheer Up (Kurzfilm)
- 1925: The Cloudhopper (Kurzfilm)
- 1928: The Lost Laugh (Kurzfilm)
- 1931: Parisian Gaities (Kurzfilm)
- 1932: Sky Bride
- 1932: Wer hat hier recht? (Lady and Gent)
- 1932: Der Abend des 13. Juni (The Night of June 13)
- 1932: Wenn ich eine Million hätte (If I Had a Million, zwei der acht Episoden)
- 1933: Das Haus des Unheils (The Story of Temple Drake)
- 1933: One Sunday Afternoon
- 1934: The Trumpet Blows
- 1935: Novak liebt Amerika (Romance in Manhattan)
- 1935: Star of Midnight
- 1935: Der Mann, der die Bank von Monte Carlo sprengte (The Man Who Broke the Bank at Monte Carlo)
- 1936: The Lady Consents
- 1936: The Ex-Mrs. Bradford